# جياندومينيكو كوستي
جياندومينيكو كوستي (بالإيطالية: Giandomenico Costi)‏ هو لاعب كرة قدم إيطالي في مركز الدفاع، ولد في 10 مارس 1969 في ساسولو في إيطاليا. لعب مع إيه سي ميلان ونادي ألساندريا ونادي أنكونا ونادي بريشيا ونادي سيينا ونادي فينيزيا ونادي لوكيزي ونادي مسينا ونادي مودينا.